# دنی اولمو
دنیل «دنی» اولمو کارواخال (اسپانیایی: Daniel "Dani" Olmo Carvajal‎؛ زادهٔ ۷ مهٔ ۱۹۹۸) بازیکن فوتبال اهل اسپانیا است که در پست هافبک برای باشگاه فوتبال بارسلونا بازی می‌کند.
از باشگاه‌هایی که در آن بازی کرده‌است می‌توان به باشگاه فوتبال دینامو زاگرب و لایپزیگ اشاره کرد. او در ۹ اوت ۲۰۲۴ به بارسلونا پیوست. وی همچنین در تیم ملی فوتبال اسپانیا بازی کرده است.

## عملکرد باشگاهی

### دوران نوجوانی
اولمو که در تراسسا، بارسلونا، کاتالونیا متولد شد، از اسپانیول وارد آکادمی جوانان باشگاه بارسلونا در سن نه سالگی شد.

### دینامو زاگرب
در یک حرکت غافلگیرانه، اولمو در ۳۱ ژوئیه ۲۰۱۴ در سن ۱۶ سالگی به دینامو زاگرب پیوست. او اولین بازی خود را در تاریخ ۷ فوریه ۲۰۱۵ در برابر لوکوموتیو زاگرب انجام داد. در ۲۲ اوت ۲۰۱۶، اولمو قرارداد ۴ ساله جدید با دینامو زاگرب منعقد کرد.
در ۱۷ دسامبر ۲۰۱۸، اولمو به عنوان بهترین بازیکن لیگ کرواسی برای سال ۲۰۱۸ معرفی شد. در همان ماه، او در رده یازدهم جایزه پسر طلایی توتواسپورت، پیش از امثال کیلین امباپه و یوسیپ برکالو قرار گرفت. در ۳ ژوئن ۲۰۱۹ او به عنوان بهترین بازیکن و بهترین بازیکن جوان فصل ۱۹–۲۰۱۸ لیگ کرواسی معرفی شد.
در ۱۸ سپتامبر ۲۰۱۹، او در لیگ قهرمانان اروپا با نتیجه ۴–۰ خانگی مقابل آتالانتا به پیروزی رسید. او اولین گل خود را در این رقابت‌ها در ۲۲ اکتبر در یک تساوی ۲ بر ۲ با شاختار دونتسک به ثمر رساند. او تنها یک گل دینامو را در یک شکست خانگی ۱–۴ به منچسترسیتی به ثمر رساند و دینامو در رده چهارم گروهش قرار گرفت.

### لایپزیگ
در ۲۵ ژانویه سال ۲۰۲۰، اولمو به باشگاه لایپزیگ در بوندس لیگا نقل مکان کرد و قرارداد چهار ساله امضا کرد. او اولین بازی خود را در تاریخ ۱ فوریه ۲۰۲۰ انجام داد و در بازی ۲–۲ با بوروسیا مونشن گلادباخ جای تایلر آدامز در دقیقه ۶۹ بازی کرد. سه روز بعد، او در جام حذفی فوتبال آلمان با نتیجه ۳–۱ برابر آینتراخت فرانکفورت پیروز شد و در دقیقه ۴۶ جای آمادو هایدارا وارد زمین شد. او اولین بازی خود را برای این باشگاه در ۹ فوریه بدست آورد، در بازی مقابل بایرن مونیخ که با تساوی بدون گل به پایان رسید، در دقیقه ۶۹ جای پاتریک شیک وارد زمین شد. در ۱۲ ژوئن، او در پیروزی ۲–۰ مقابل هافنهایم، هر دو گل تیمش را به ثمر رساند.

## عملکرد بین‌المللی
اولمو بخشی از تیم اسپانیا در مسابقات زیر ۱۷ سال اروپا در بلغارستان بود. او در ضربات پنالتی پنالتی خود را گل کرد و آنها در مرحله یک چهارم نهایی توسط آلمان حذف شدند، اما در این مرحله تلاش وی توسط ویل هافر سیو شد زیرا اسپانیا نیز با همین روش در بازی برگشت در جام جهانی آن سال برای این گروه از انگلیس باخت. تا پایان سال ۲۰۱۷، مربی دینامو زاگرب، تومیسلاو سوتینا گفت که این باشگاه تمام تلاش خود را برای گرفتن تابعیت نوجوان انجام می‌دهد. خود اولمو تمایل به جابجایی به کرواسی را در سطح بین‌المللی نشان داد. با این حال، در اکتبر ۲۰۱۸، او اولین بازی خود را برای تیم زیر ۲۱ سال اسپانیا انجام داد.
اولمو بخشی از تیم اسپانیا بود که در جام ملت‌های اروپا فوتبال زیر ۲۱ سال ۲۰۱۹ شرکت کرد، چهار بازی انجام داد، یک پاس گل داد و سه گل از جمله یک در فینال به ثمر رساند که باعث شد وی به عنوان مرد بازی معرفی شد.
بعد از اینکه اسپانیا قبلاً در این مسابقات صعود کرده بود، اولمو اولین فراخوان تیم بزرگسالان خود را در ماه نوامبر ۲۰۱۹ به دست آورد و در رقابت‌های انتخابی یورو ۲۰۲۰ برابر مالت و رومانی قرار گرفت. او در ۱۵ نوامبر به عنوان جایگزین آلوارو موراتا در دقیقه ۶۶ بازی کرد و سه دقیقه بعد در پیروزی ۷–۰ خانگی مقابل مالت گل زد. اولین بازیکن بعد از پیو تورس بود که موفق به گلزنی شد و این نخستین بار است که دو اسپانیایی در اولین بازی خود گلزنی می‌کنند.

## زندگی شخصی
پدر اولمو، میکل نیز فوتبالیست بود. یک مهاجم نوک، او به صورت حرفه ای برای تیم‌های لیگ پایین بازی کرد. برادر بزرگتر دنی، کارلوس نیز فوتبالیست است و به عنوان مدافع در دینامو زاگرب بی بازی می‌کند.

## افتخارات

### باشگاهی

#### دینامو زاگرب
- لیگ فوتبال کرواسی: ۱۵–۲۰۱۴، ۱۶–۲۰۱۵، ۱۸–۲۰۱۷، ۱۹–۲۰۱۸
- جام حذفی فوتبال کرواسی: ۱۵–۲۰۱۴، ۱۶–۲۰۱۵، ۱۸–۲۰۱۷

#### لایپزیگ
- جام حذفی فوتبال آلمان : ۲۰۲۲_۲۰۲۱، ۲۰۲۳_۲۰۲۲

#### باشگاه فوتبال بارسلونا
- سوپر جام اسپانیا: ۲۵-۲۰۲۴
- کوپا دل ری : ۲۵-۲۰۲۴
- لالیگا: ۲۵-۲۰۲۴

### بین‌المللی

#### زیر ۲۱ سال اسپانیا
- جام ملت‌های اروپا فوتبال زیر ۲۱ سال: ۲۰۱۹

#### تیم ملی اسپانیا
- یورو ۲۰۲۴ فوتبال مردان : یورو ۲۰۲۴
- لیگ ملت های اروپا فوتبال مردان: ۲۳–۲۰۲۲

### فردی

#### بین‌المللی
- تیم منتخب جام ملت‌های اروپا فوتبال زیر ۲۱ سال ۲۰۱۹
- بهترین بازیکن فینال جام ملت‌های اروپا فوتبال زیر ۲۱ سال ۲۰۱۹
- گل برتر هفته ششم لیگ قهرمانان اروپا: ۲۰۱۹
- ترکیب منتخب مرحله گروهی لیگ قهرمانان اروپا: ۲۰۱۹

#### ملی و منطقه ای
- بهترین بازیکن فصل لیگ دسته اول فوتبال کرواسی: ۲۰۱۸
- بهترین بازیکن سال کرواسی: ۲۰۱۹
- بهترین بازیکن سال زیر ۲۱ سال کرواسی: ۲۰۱۹
- تیم منتخب سال کرواسی: ۲۰۱۹
- مقام دوم بهترین بازیکن جوان اهل کاتالان: ۲۰۱۹
- بهترین بازیکن سال دینامو زاگرب: ۲۰۱۹